# Premier delle Isole Cayman
Il Premier delle Isole Cayman è il capo del governo delle Isole Cayman.
| Nominativo       | Durata del mandato                 |
| ---------------- | ---------------------------------- |
| Thomas Jefferson | 25 novembre 1992 - 26 aprile 1995  |
| Truman Bodden    | 26 aprile 1995 - 15 novembre 2000  |
| Kurt Tibbetts    | 15 novembre 2000 - 8 novembre 2001 |
| McKeeva Bush     | 8 novembre 2001 - 30 giugno 2003   |

| Nominativo    | Durata del mandato               |
| ------------- | -------------------------------- |
| McKeeva Bush  | 30 giugno 2003 - 18 maggio 2005  |
| Kurt Tibbetts | 18 maggio 2005 - 27 maggio 2009  |
| McKeeva Bush  | 27 maggio 2009 - 5 novembre 2009 |

| Nominativo                 | Durata del mandato                 |
| -------------------------- | ---------------------------------- |
| McKeeva Bush               | 6 novembre 2009 - 19 dicembre 2012 |
| Julianna O'Connor-Connolly | 19 dicembre 2012 - 29 maggio 2013  |
| Alden McLaughlin           | 29 maggio 2013 - 21 aprile 2021    |
| Wayne Panton               | 21 aprile 2021 - in carica         |